# ماسح راديو
ماسح راديو (بالإنجليزية: Radio scanner)‏ أو جهاز الراديو الرقمي (بالإنجليزية: Digital radio)‏ هو جهاز استقبال يقوم بعملية مسح للترددات الخاصة بالراديو التي بها إشارة، ويتميز بكونه يتوفر على قدرة معاينة نطاقات واسعة من الترددات (الترددات العالية (HF)، والجد عالية (VHF)، والفوق عالية (UHF)، وهو لا يمكنه إرسال إشارات، بل يقتصر على الاستقبال فقط.

## مجالات الاستعمال
يمكن استخدام ماسح الراديو في العديد من المجالات، من بينها:
- علم الفلك الراديوي
- تركيب الهوائيات الشلجميةمستقبل راديو محمول (Alinco DJ-X10).

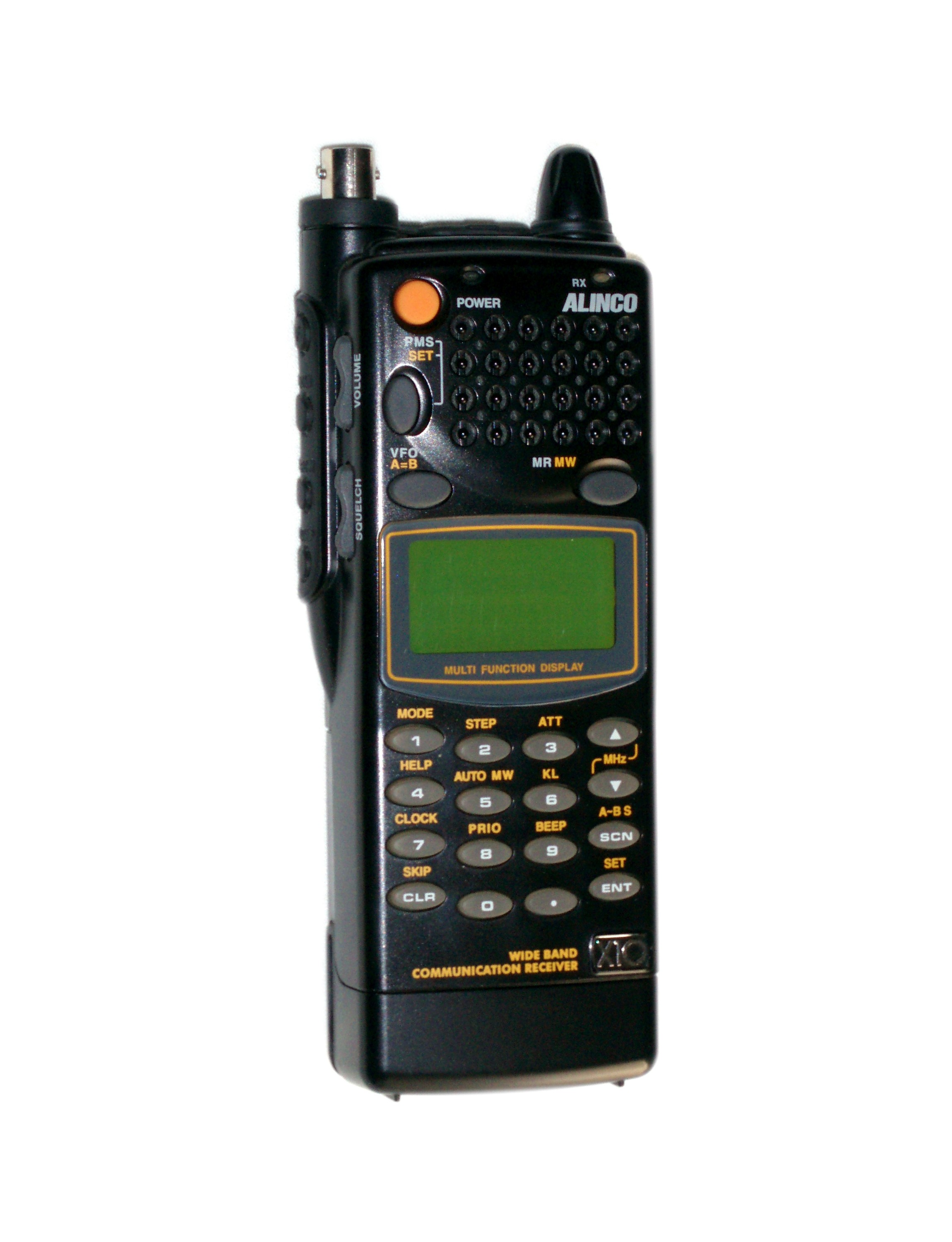
مستقبل راديو محمول (Alinco DJ-X10).

- الاستماع لراديو الشرطة، والبحرية، والملاحة الجوية، والإطفائيين.
- علم الأرصاد الجوية